# Chrozophora tinctoria
Chrozophora tinctoria är en törelväxtart som först beskrevs av Carl von Linné, och fick sitt nu gällande namn av Adrien Henri Laurent de Jussieu. Chrozophora tinctoria ingår i släktet Chrozophora och familjen törelväxter. Inga underarter finns listade i Catalogue of Life.

## Bildgalleri

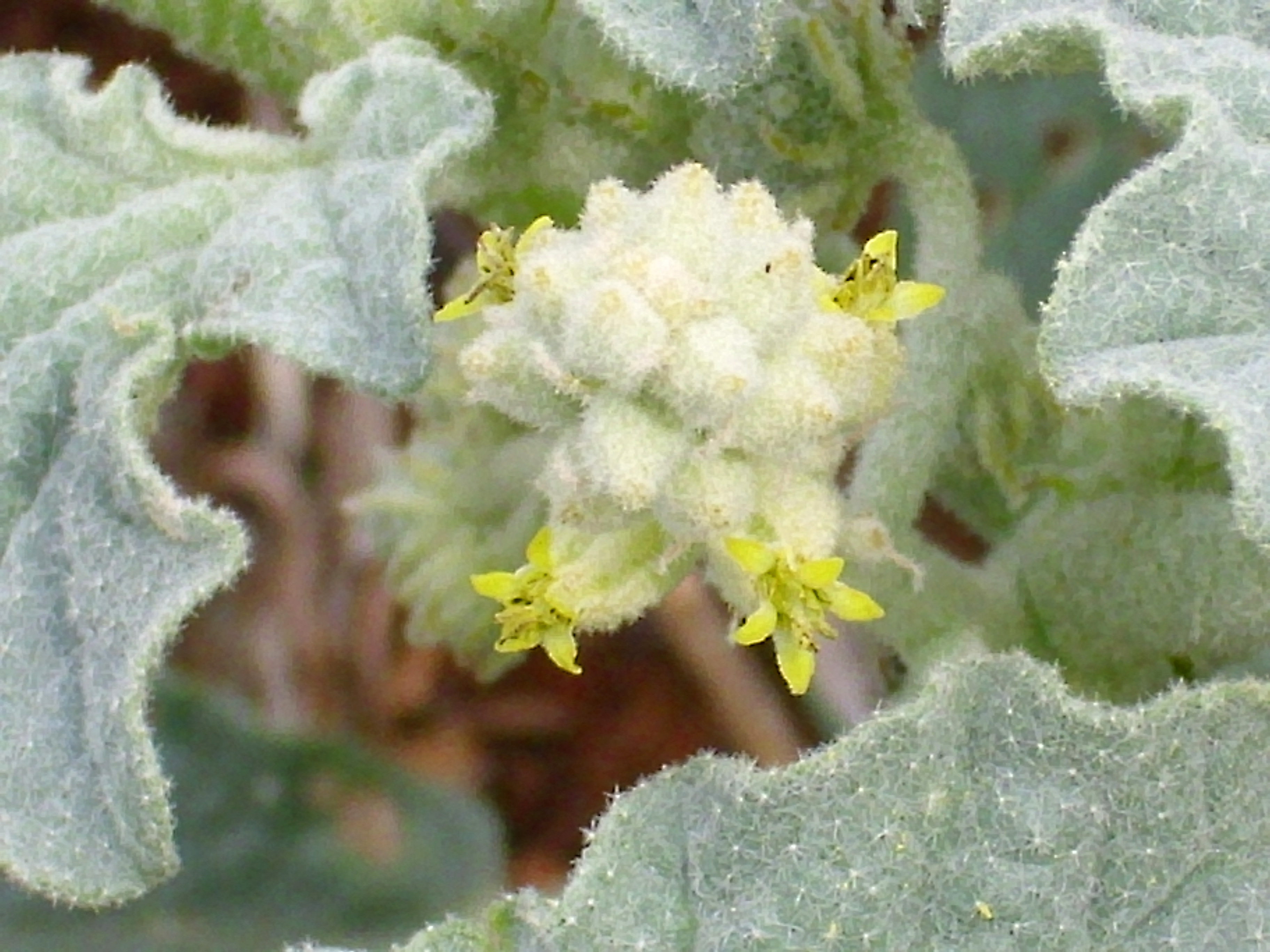
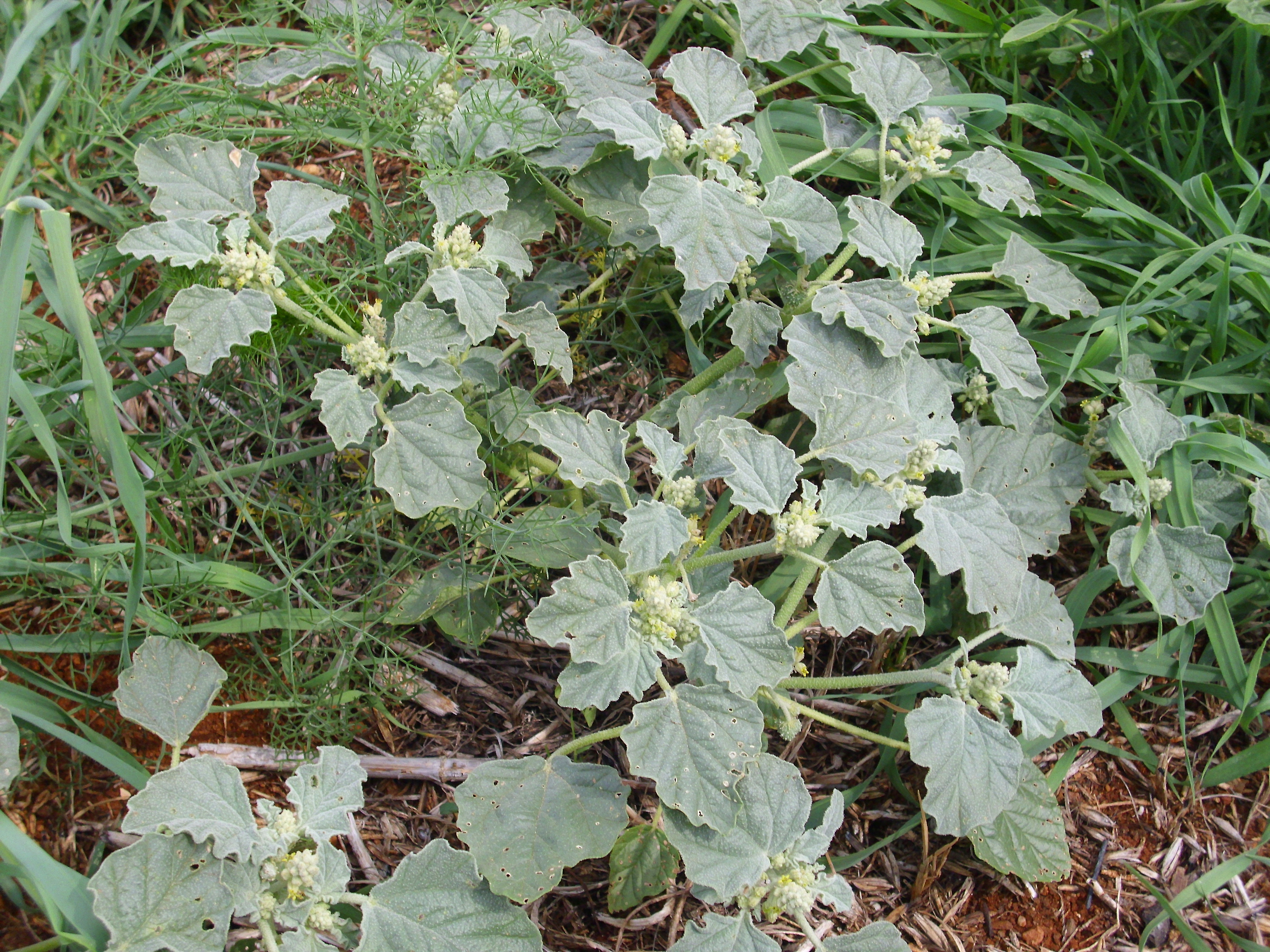
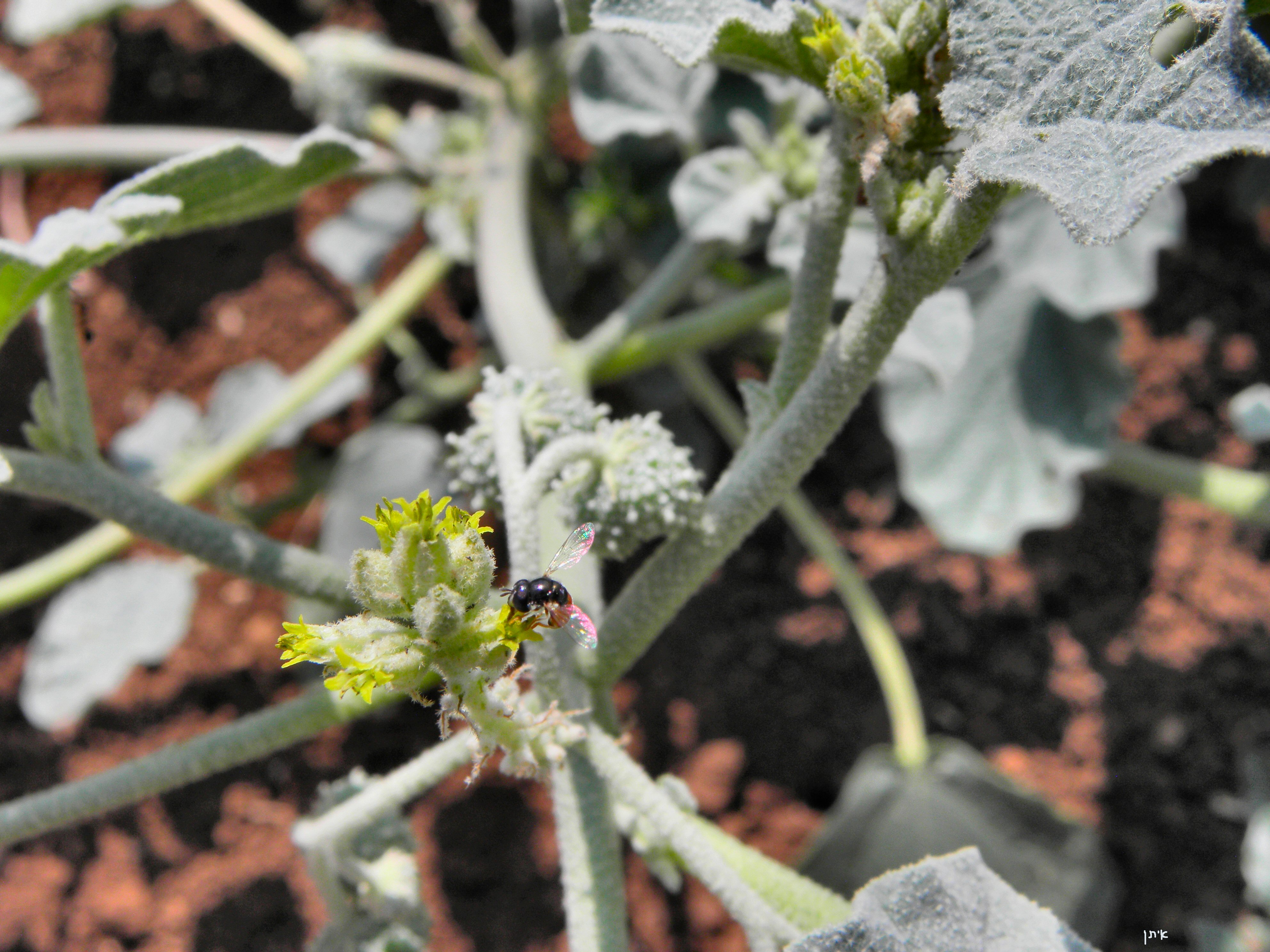
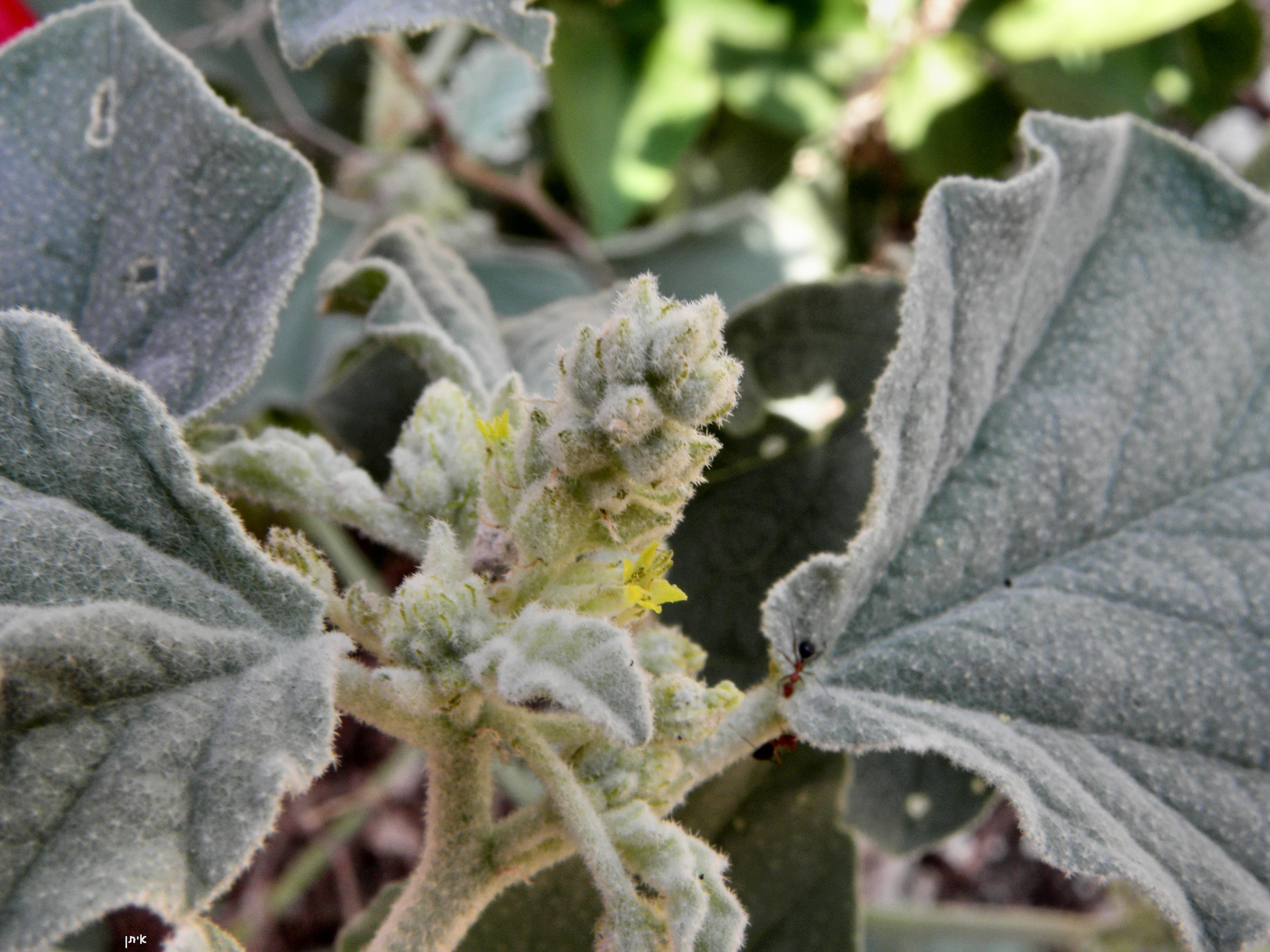
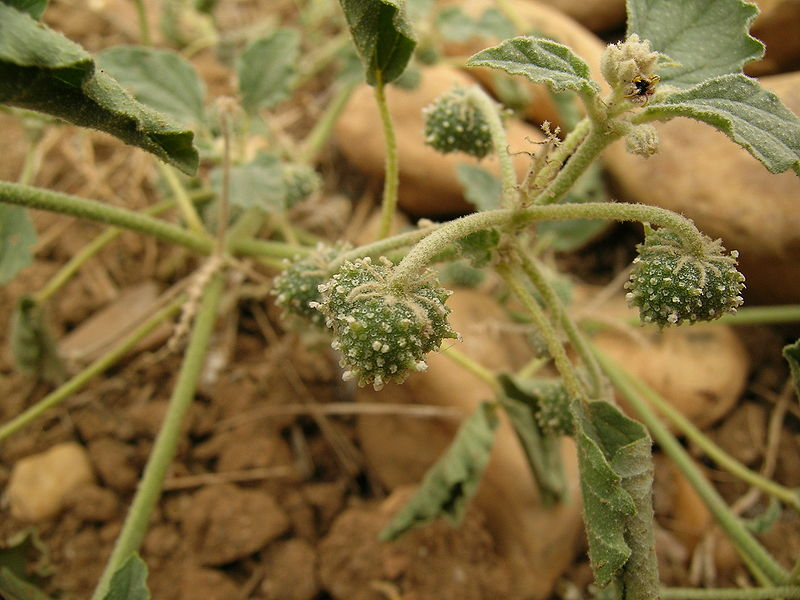